# Mahan (langue)
Pour les articles homonymes, voir Mahan (homonymie).
Le mahan est l'ancienne langue présumée de la confédération de Mahan, au Sud de la Corée. Cette langue n'est pratiquement pas attestée.

## Dénomination
Cette langue peut être désignée comme mahan, han-paekche, ancien paekche, paekche japonique ou paekche aristocratique.
Certains pensent que le mahan peut être subdivisé en deux périodes :
- le mahan (au sens propre) : du Ier au IVe siècle ;
- le mahan paekche : du IVe au VIIe siècle (Ki-Moon Lee suppose qu'il s'agit simplement du baekjean avec un substrat de langue buyeo[7]).

## Classification
En se basant sur des textes chinois, Lee et Ramsey (2011) séparent les langues des Dong Yi (c'est-à-dire les barbares de l'Est selon les anciens chinois) en trois groupes :
- les langues suksines (ou suksiniques[9]) : le suksin, le ŭmnu, le mulgil et le malgal. Elles étaient peut-être toungouses[1] ;
- les langues puyŏ : le puyŏ, le koguryŏ, l'okchŏ et le ye ;
- les langues hán : le chinhan (serait devenu le silla), le byeonhan (serait devenu le kaya), le mahan (serait devenu le paekche).

Ils considèrent les groupes puyŏ et hán comme faisant partie d'une même famille.
Cependant, ce regroupement n'est pas accepté par tous. De plus, certains le considèrent comme une langue coréanique,, tandis que d'autres pensent que c'est une langue japonique péninsulaire.
Alexander Vovin (2017) note que les toponymes d'origine japonique du Samguk Sagi sont principalement concentrés dans la région du bassin du fleuve Hangang, appartenant précédemment à Baekje, puis annexé par Goguryeo. De plus, il constate que le mahan (qu'il appelle "paekche japonique") ressemble énormément au pseudo-koguryŏ, il en conclue donc qu'une telle différenciation est peut-être artificielle.
Soo-Hee Toh (2005), prenant en compte les toponymes, émet l'hypothèse que le mahan (qu'il nomme "ancien paekche"), le ye-maek et le kaya étaient la même langue.
Sean Kim (2022) pense que la confédération de Mahan était trilingue avec : une langue paekche japonique (du groupe japonique péninsulaire), une langue mahan (du groupe han) et une langue paekche (du groupe puyŏ),.

## Comparaison lexicale
Vovin (2017), qui soutient une origine japonique au mahan (qu'il nomme "paekche japonique"), compare des mots de cette langue à des mots issus de langues japoniques insulaires.
| français      | vieux japonais         | proto-ryūkyū | proto-japonique insulaire | paekche japonique |
| ------------- | ---------------------- | ------------ | ------------------------- | ----------------- |
| forteresse    | kömë- 'enfermer'       | *kume-       | *kɘmay- 'enfermer'        | *kuma             |
| établissement | *ya-marö 'lotissement' | --           | *ya-maro                  | *yamru            |